# Глаголи за движение в руския език
Глаголите за движение в руския език съществуват по двойки, като глаголите от всяка отделна двойка назовават един и същи тип движение, но единият глагол се употребява само за еднопосочно движение, докато другият се отнася за движение без определена посока или движение в различни посоки. Различаването на еднопосочно от разнопосочно движение е забележителна особеност на руския език; в много други, дори сродни езици не се прави такава разлика.

## Основни глаголи за движение
В руския език има четиринайсет основни двойки глаголи за движение, от които с помощта на представки се произвеждат още глаголи. Освен това някои от основните глаголи притежават възвратни варианти. Следната таблица съдържа инфинитивите на четиринайсетте основни двойки глаголи за движение.
| Типове движение | Типове движение | Значение на глагола                   |
| еднопосочно     | разнопосочно    | Значение на глагола                   |
| --------------- | --------------- | ------------------------------------- |
| идтѝ            | ходѝть          | вървя, ходя, отивам (пеша)            |
| ѐхать           | ѐздить          | пътувам, отивам (с превозно средство) |
| бежа̀ть          | бѐгать          | бягам, тичам                          |
| плыть           | пла̀вать         | плувам, плавам                        |
| летѐть          | лета̀ть          | летя                                  |
| лезть           | ла̀зить / ла̀зать | катеря се; промъквам се               |
| ползтѝ          | по̀лзать         | пълзя                                 |
| брестѝ          | бродѝть         | бродя                                 |
| нестѝ           | носѝть          | нося                                  |
| вестѝ           | водѝть          | водя                                  |
| везтѝ           | возѝть          | возя                                  |
| гнать           | гоня̀ть          | карам (добитък)                       |
| катѝть          | ката̀ть          | търкалям, карам (нещо на колела)      |
| тащѝть          | таска̀ть         | мъкна, влача, нося (нещо тежко)       |

Забележки по таблицата:
1. Първите осем двойки глаголи са непреходни; останалите са преходни.
2. Някои преходни глаголи имат възвратни варианти: катѝться / ката̀ться, нестѝсь / носѝться и др.
3. Обикновено лазать се смята за друг, по-стар вариант на глагола лазить.

## Употреба
- Глаголите за еднопосочно движение се използват в следните случаи:[2]

1) Еднократно движение в определена посока. Наклонението може да бъде:
Изявително: Я иду в магазин. (Отивам в магазина.)
Повелително: Лезь на дерево! (Качи се на дървото!)
2) Повтарящо се движение в една определена посока:
Я каждый день в школу иду пешком, а обратно ѐду на автобусе.
(Всеки ден отивам на училище пеша, а се връщам с автобус.)
3) Въпрос в момента на извършване на движението (предполага се определена посока):
Куда ты идёшь? (Къде отиваш?)
- Глаголите за разнопосочно движение се използват в следните случаи:[2]

1) Едновременни движения в различни посоки (без определена посока):
Воробьи летают над кустами. (Врабчетата летят над храстите.)
2) Почти едновременни движения (следващи едно след друго) без определена посока:
Мы ходим по магазинам. (Ходим по магазините.)
3) Повтарящо се движение без определена посока:
Она каждую зиму катается на коньках. (Тя всяка зима се пързаля на кънки.)
4) Еднократно движение в две противоположни посоки (отиване и връщане):
Они вчера ходили в кино. (Те вчера ходиха на кино.)
5) Способност за извършване на съответния тип движение (не се предполага определена посока):
Я отлично плаваю. (Плувам отлично.)
6) Въпрос за движението като за нещо обичайно, повтарящо се (без определена посока):
Тебе нравится бегать по утрам? (Харесва ли ти да тичаш сутрин?)

## Съпоставка
Всяка от двете групи глаголи за движение се употребява според значението си.
Примери:
1) Игорь живёт в Санкт-Петербурге, поэтому он часто ездит отдыхать в Финляндию. 
    (Щом Игор пътува често до Финландия, то той отива и се връща, тоест движението е двупосочно.) 
    В этом году он тоже ездил отдыхать в Финляндию. (И тази година Игор е заминал на почивка, 
    но се подразбира, че вече се е върнал, тоест отново е налице двупосочно движение.) 
    Туда он, как обычно, летел на самолёте, а обратно плыл на пароме. 
    (Както полетът, така и плаването са били еднопосочни движения.) 
    В Финляндии была плохая погода, и самолёт целый час летал над морем, пока не разрешили посадку. 
    (Самолетът е обикалял над морето, тоест летял е в различни посоки.)
2) Лена идёт на рынок. 
    (Еднократно движение в определена посока.) 
    Сонечке только восемь месяцев. Она ещё не ходит. 
    (Липса на способност за даден тип движение без определена посока.)

## Производни глаголи за движение
Производни глаголи за движение се образуват с помощта на представки:
облететь, поехать, войти, отбежать, поездить, занести, доплыть и др.
Разликата между еднопосочно и разнопосочно движение се запазва и при производните глаголи:
я поехал к друзьям (отпътувах към приятелите; еднопосочно движение);
я поездил по городу (попътувах из града; разнопосочно движение).